# Ornon
Ornon ist eine französische französische Gemeinde mit 151 Einwohnern (Stand: 1. Januar 2022) im Département Isère in der Region Auvergne-Rhône-Alpes (vor 2016 Rhône-Alpes). Sie gehört zum Arrondissement Grenoble und zum Kanton Oisans-Romanche. Die Bewohner werden Ornonais genannt.

## Geographie
Die Gemeinde Ornon liegt im nordwestlichen Oisansmassiv, etwa 25 Kilometer südöstlich von Grenoble. Bekannt ist die Gemeinde insbesondere durch die Skipisten am Pass Col d’Ornon.
Im Nordwesten hat die Gemeinde drei hohe Zweitausender aufzuweisen: den Le Taillefer 2857 m, die La Pyramide 2839 m und den Les Mayes 2695 m.
Umgeben wird Ornon von den Nachbargemeinden Oulles im Norden, Le Freney-d’Oisans im Nordosten und Osten, Villard-Reymond im Osten, Chantelouve im Süden, Lavaldens im Südwesten und Westen sowie Livet-et-Gavet im Westen und Nordwesten. 

## Bevölkerungsentwicklung
| Jahr                       | 1962 | 1968 | 1975 | 1982 | 1990 | 1999 | 2006 | 2013 | 2021 |
| -------------------------- | ---- | ---- | ---- | ---- | ---- | ---- | ---- | ---- | ---- |
| Einwohner                  | 145  | 157  | 81   | 65   | 87   | 138  | 138  | 136  | 160  |
| Quellen: Cassini und INSEE |      |      |      |      |      |      |      |      |      |

## Sehenswürdigkeiten
- Kirche Saint-Martin in Ornon
- Kirche Notre-Dame-de-la-Salette im Ortsteil La Poutuire
- Kapellen in den Ortschaften Palud, Le Guillard und Le Rivier

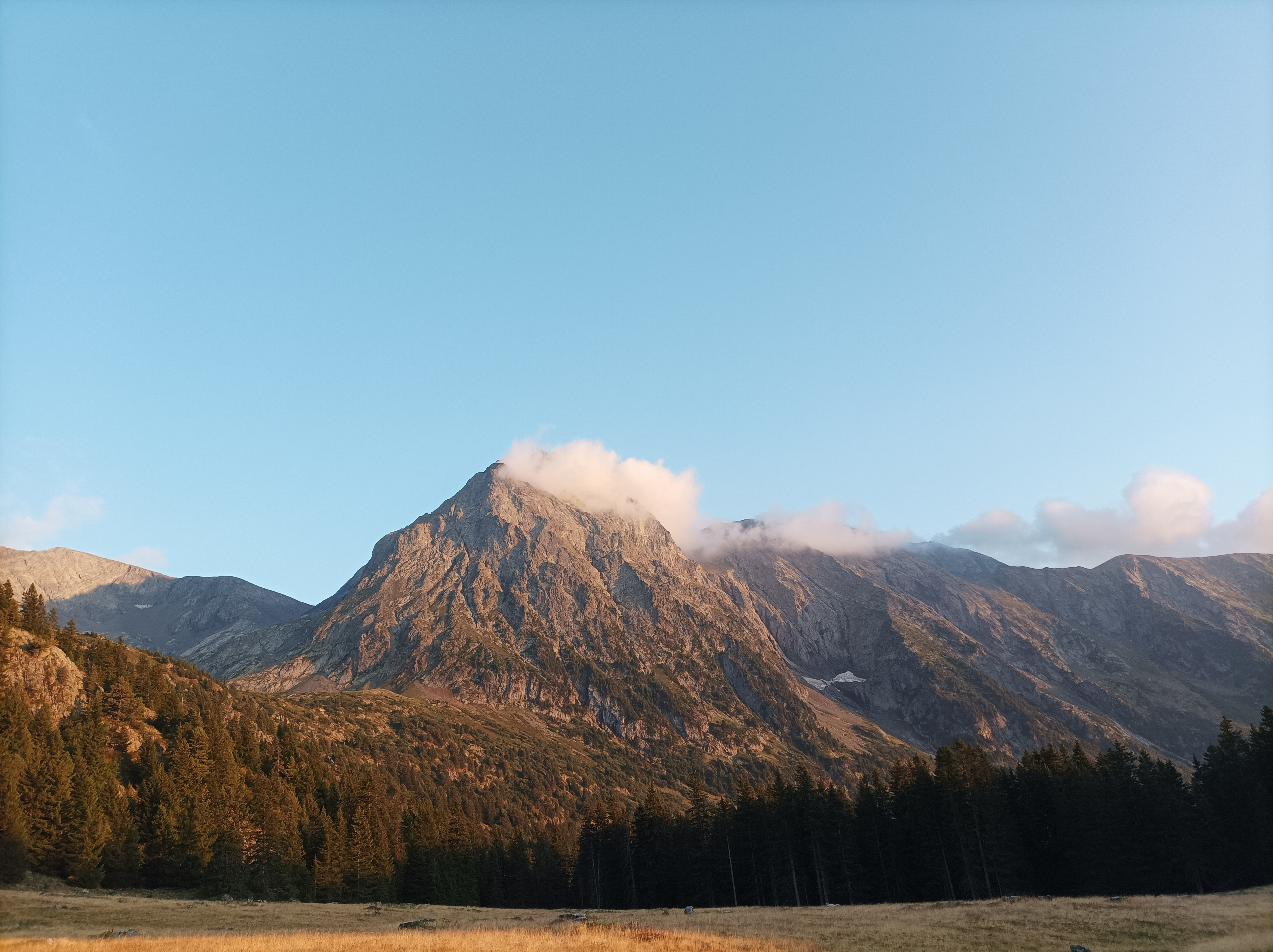
Gipfel des Le Taillefer von Ornon aus gesehen
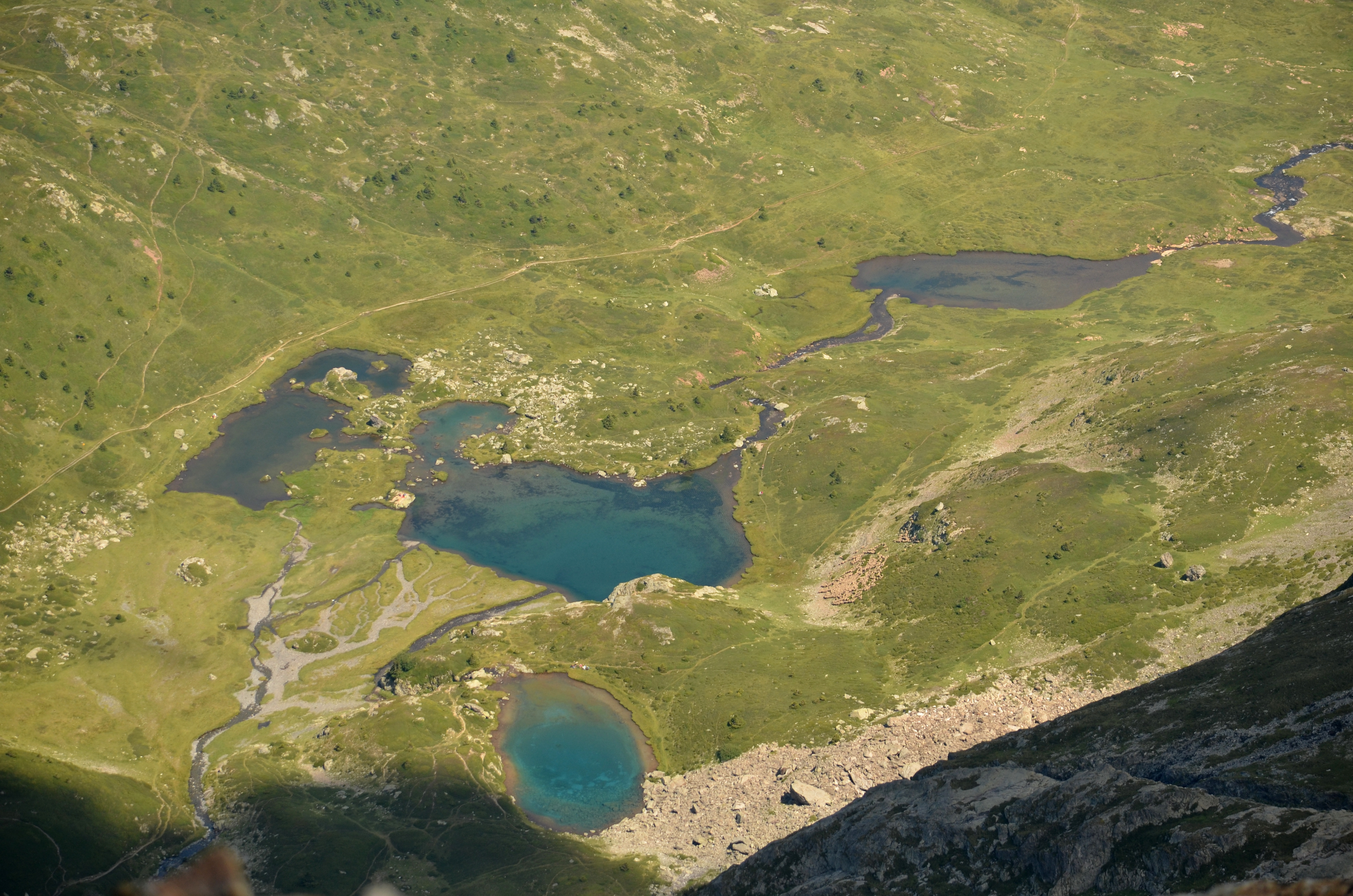
Karseen nördlich des Taillefer
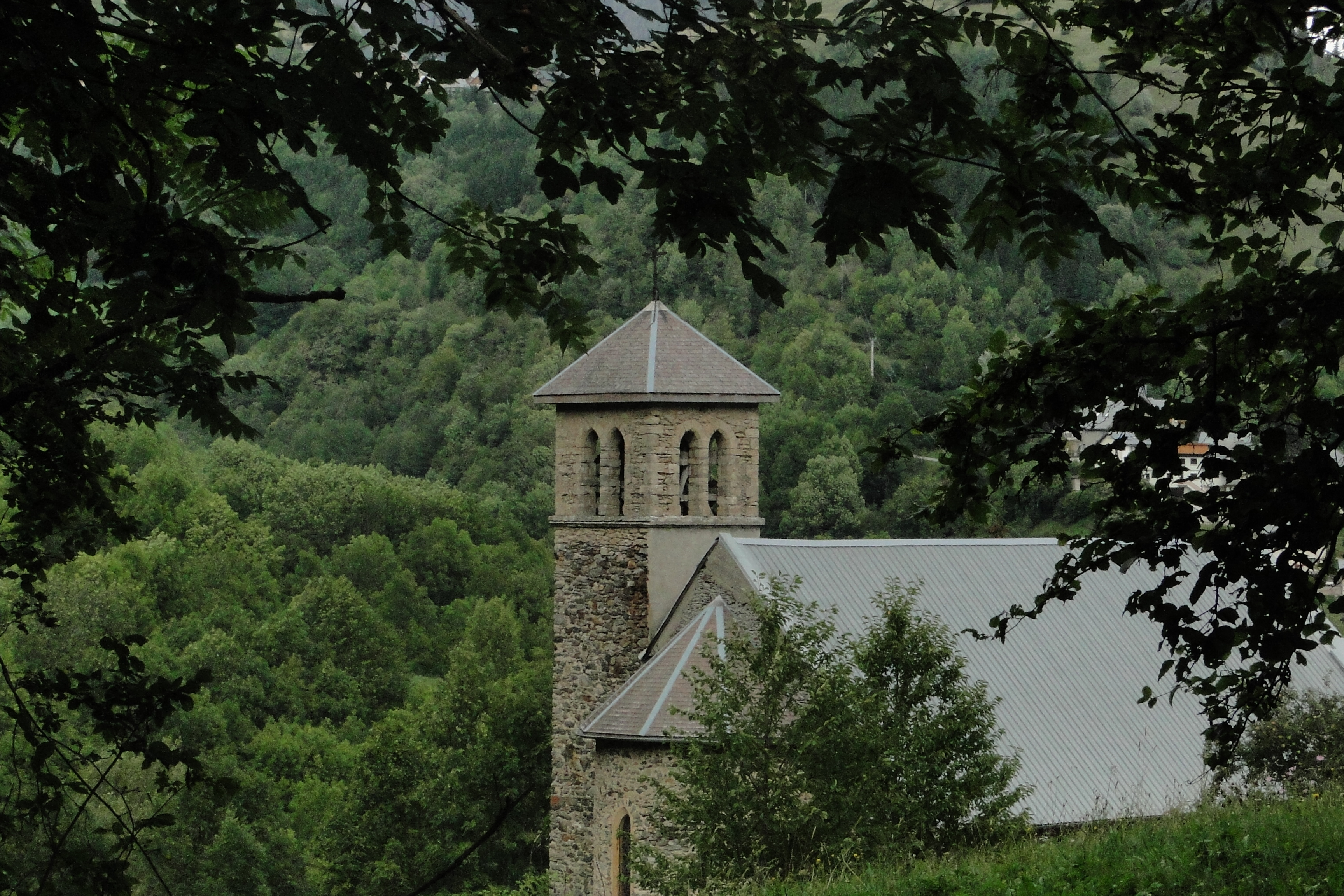
Kirche Notre-Dame-de-la-Salette in La Poutuire
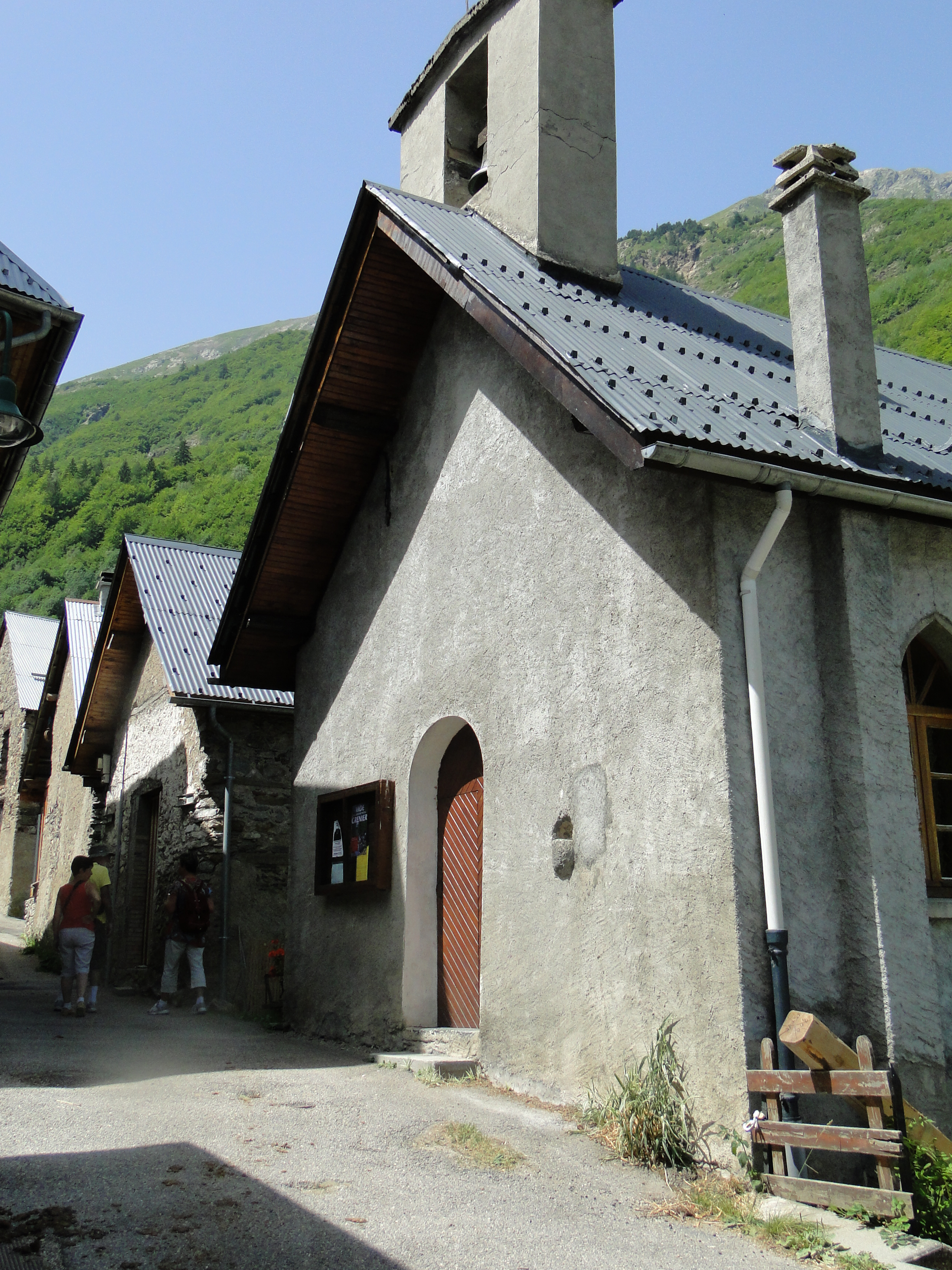
Kapelle Notre-Dame-et-Sainte-Madeleine im Ortsteil Le Rivier